# Héctor Aguilar
Héctor Fabián Aguilar Figueiras (Maldonado, 16 april 1984) is een Uruguayaans wielrenner.
Op het Pan-Amerikaanse kampioenschap van 2012 eindigde hij als derde bij de elite.

## Belangrijkste overwinningen
2005
2e etappe Rutas de America
9e etappe Ronde van Uruguay
2006
2e etappe Rutas de America
1e, 4e en 5e etappe Ronde van de Staat São Paulo
6e, 7e en 10e etappe Ronde van Uruguay
2007
6e etappe deel A Ronde van Uruguay
2009
1e en 8e etappe Ronde van de Staat São Paulo
2010
6e en 7e etappe Ronde van Uruguay
2e etappe Ronde van de Staat São Paulo
2011
7e etappe Ronde van San Luis
2e etappe Ronde van Chili
2012
 Pan-Amerikaans kampioenschap op de weg, Elite
1e etappe Ronde van Mexico
3e etappe Ronde van Uruguay
2013
4e, 6e en 8e etappe Ronde van Uruguay
2014
6e etappe Rutas de América
Eindklassement Rutas de América
2015
1e etappe Rutas de América
7e etappe Ronde van Uruguay
2016
1e, 5e deel A en 6e etappe Rutas de América
Eindklassement Rutas de América
1e, 3e deel B en 6e etappe Ronde van Uruguay
2018
5e en 8e etappe deel B Ronde van Uruguay
Aguilar · Arriagada · Cardoso · Fiorilli · Moser · Nardin · Nazaret · Nicácio · Pinheiro · Ramos · Rodrigues · Sidoti · Simón · Soeiro
Aguilar · Arruda · Arseno · Cardoso · Crespo · Fiorilli · Frade · Justo · Médici · Moi · Nascimento · Nazaret · Pinheiro · Santos · Sidoti · Silva
Aguilar · Arseno · Braga · Bulgarelli · Cardoso · Costa · dos Santos · Fiorilli · Junqueira · Moi · Nascimento · Nazaret · Nicácio · Panizo · Pinheiro · Santos · Sidoti · Silva